# Кипрово (Архангельская область)
Кипрово (Саунино) — деревня в Каргопольском районе Архангельской области. До 2021 года входила в состав МО «Павловское».

## География
Деревня находится в 5 км от Каргополя.

## Население
| 2002 | 2010 | 2012 |
| ---- | ---- | ---- |
| 210  | ↘206 | ↘192 |

Население деревни, по данным Всероссийской переписи населения 2010 года, составляет 206 человек.

## Достопримечательности
Известна своим ансамблем погоста, со стоящими на нём деревянными церковью Иоанна Златоуста (1665 года) и колокольней.

## Фотографии
- С юга
- С северо-запада
- С юго-запада
- Церковь Иоанна Златоуста 1665г (небеса)
- Церковь Иоанна Златоуста 1665г.
- Церковь Иоанна Златоуста 1665г (коптер)
- Церковь Иоанна Златоуста 1665г (коптер)
- Церковь Иоанна Златоуста 1665г (интерьер)
- Церковь Иоанна Златоуста 1665г (паруса)